# El intermediario (novela)
El intermediario es una novela de 1983 escrita en español por Pedro Casals. Está protagonizada por el abogado e investigador Lic Salinas, siendo la segunda novela dedicada a este personaje.
La acción transcurre entre enero y abril de 1982. El asunto sobre el que gira la trama (la adulteración de aceite y su posterior comercialización) había sido noticia el año anterior en España tras el envenenamiento de miles de consumidores de un aceite de colza desnaturalizado, fraude que causó centenares de muertes. A pesar de la importancia del suceso y de las coincidencias con el argumento, en la novela no se hace la menor mención al caso real.

## Argumento
A un empresario catalán, importante intermediario de productos alimenticios y con contactos con una importante multinacional europea del sector, le desaparece de sus depósitos un "stock" de aceite de oliva valorado en 1.000 millones de pesetas. El asunto es puesto en manos de Lic Salinas, abogado e investigador experto en casos económicos y empresariales. A partir de entonces la acción se desarrollará por dos principales vías: por un lado, los empresarios tratando de salvar sus intereses personales y por otro las investigaciones de Salinas, quien intentará descubrir la verdad que se esconde tras los turbios manejos empresariales y políticos.

## Personajes
- Licinio "Lic" Salinas: Sus padres eran los propietarios de un restaurante en la Rambla y él, de crío, acompañaba a su padre al mercado y soñaba con seguir cuando fuera mayor al frente del negocio y poder jugar al dominó con los amigos, como hacía su padre. Pero una generosa oferta de un banco movió a sus padres a cerrar el negocio, truncando así sus ilusiones de futuro. Licinio estudió el Bachillerato, y comenzó los estudios de Derecho. Tras conseguir la licenciatura, marchó a Londres. Allí desempeñó numerosos trabajos mientras ampliaba sus estudios en la London School of Economics. Más tarde, parte para Estados Unidos y allí prosigue sus estudios en Harvard. Se emplea en una compañía de Chicago durante tres años y vuelve a España. Monta un despacho en Madrid, y con una clientela selecta formada por empresarios importantes y multinacionales varias se desenvuelve sin apuros entre Madrid y Barcelona cobrando generosos honorarios por sus servicios de asesoramiento resolviendo enigmáticos problemas. Tiene una masía en Peratallada donde le gusta desconectar los fines de semana.

- Ana. Bailarina de "strip-tease" en un cabaret de Madrid y amiga de Lic Salinas. Perteneciente a una familia de la alta burguesía venida a menos con la crisis del '73. Tras marchar de casa, empieza a «explotar su físico; al principio simplemente como azafata de compañía y finalmente como chica todo uso». Con el dinero ganado durante un año, se traslada a Madrid y allí abandona la prostitución, dedicándose a decorar apartamentos para después alquilarlos, y por las noches a bailar en un club, El León Rojo, donde conocerá a Salinas, con quien iniciará una relación de amistad íntima. Sus contactos con el mundo de la noche proporcionan algunas veces importante información a Salinas en sus casos. Al principio de la novela, viajan juntos a Isola-2000 para pasar una semana esquiando.

- Alex Comas. Periodista del diario madrileño El Observador. Amigo de Salinas, se intercambian mutuamente información, relación beneficiosa profesionalmente para ambos.

- Marina. 50 años. Secretaria de Salinas en su despacho madrileño. Atiende eficientemente sus tareas administrativas y otras funciones no tan propias de su oficio, v. gr. coserle los botones a su jefe.

- Juan Sala. Importante empresario del sector alimentario, es el intermediario que da título a la novela. De pequeño trabajó en la minúscula tienda de comestibles que sus padres poseían en San Quirico de Besora y allí se incubaron sus dos grandes objetivos vitales: el dinero y ser alguien importante en Vich. Decide seguir en el sector alimentario almacenando grandes "stocks" de productos para luego vendérselo a los pequeños detallistas. En ese contexto conoce a su futuro suegro, el señor Flix, gran propietario de tierras y persona importante en la sociedad vigitana, a quien compra grandes cantidades de productos de sus fincas. En la novela, él ya tiene 55 años, es millonario y vive con su esposa, Montse Flix, en el enorme caserón de Vich que fue de la familia de esta. Es un hombre ambicioso y muy engreído de su poder.

- Montse Flix. Hija única de un importante terrateniente de Vich, está casada con Juan Sala, con quien tiene una única hija, Juana. Su vida conyugal no la hace feliz y es tratada por su marido como otro de sus logros comerciales. De naturaleza enfermiza, es visitada la mayoría de veces por su yerno, médico cardiólogo, aunque las dolencias y el tratamiento empleado no sean siempre propios de su especialidad.

- Jorge Tena. Cardiólogo con consulta en Barcelona, es el especialista al que acude Montse Flix anualmente para hacerse un chequeo general. En una de estas visitas conoce a la hija de su paciente, Juana, con quien se casará. Con los años, la visita dominical con los niños a la casa familiar de Vich se convierte en un ritual que aprovecha el doctor para tratar a su suegra de sus habituales dolencias.

- Mr. Lafonne. Ejecutivo belga, es director general y miembro del comité de dirección de SOPIC, empresa multinacional del sector alimentario. Con la intención de expandirse en el mercado español, recomienda la adquisición del 10% de la empresa de Sala, operación valorada en 5 millones de dólares. Con la desaparición del stock de aceite se juega su propio futuro profesional. Él es quien contrata a Salinas y también quien propondrá a Sala una solución que este aceptará para salvar su negocio y su dinero.

- Carmina Hernández. Doctora en Química por Berkeley, tiene 30 años y trabaja en la Facultad de Químicas de Barcelona. Es asesora de Sala en cuestiones técnicas alimentarias. Salinas le pide ayuda en su investigación e intenta seducirla.